# Medalla Fritz Walter
La Medalla Fritz Walter és una sèrie de premis anuals que l'Associació Alemanya de Futbol concedeix als futbolistes juvenils d'Alemanya. Atorgat per primera vegada l'any 2005, rep el seu nom en honor a Fritz Walter, capità de la selecció de futbol d'Alemanya Occidental, equip guanyador de la Copa del Món de la FIFA 1954.

## Guanyadors

### 2005
|        | Sub-19                                    | Sub-18                                | Sub-17                               | Femení                                      |
| Or     | Florian Müller (Bayern de Múnic)          | Marc-André Kruska (Borussia Dortmund) | Sergej Evljuskin (VfL Wolfsburg)     | Anja Mittag (1. FFC Turbine Potsdam)        |
| Argent | Manuel Neuer (FC Schalke 04)              | Sören Halfar (Hannover 96)            | Daniel Halfar (1. FC Kaiserslautern) | Patricia Hanebeck (FCR 2001 Duisburg)       |
| Bronze | Eugen Polanski (Borussia Mönchengladbach) | Kevin-Prince Boateng (Hertha BSC)     | Sebastian Tyrała (Borussia Dortmund) | Célia Okoyino da Mbabi (SC 07 Bad Neuenahr) |

### 2006
|        | Sub-19                                    | Sub-18                           | Sub-17                                 | Femení                              |
| Or     | Kevin-Prince Boateng (Hertha BSC)         | Sergej Evljuskin (VfL Wolfsburg) | Lars Bender (1860 Munich)              | Anna Blässe (FF USV Jena)           |
| Argent | Robert Fleßers (Borussia Mönchengladbach) | Alexander Eberlein (1860 Munich) | Marko Marin (Borussia Mönchengladbach) | Nadine Keßler (1. FC Saarbrücken)   |
| Bronze | Daniel Adlung (SpVgg Greuther Fürth)      | José-Alex Ikeng (VfB Stuttgart)  | Sven Bender (1860 Munich)              | Stefanie Draws (FFV Neubrandenburg) |

### 2007
|        | Sub-19                           | Sub-18                                  | Sub-17                           | Femení                                  |
| Or     | Benedikt Höwedes (FC Schalke 04) | Marko Marin (Borussia Mönchengladbach)  | Patrick Funk (VfB Stuttgart)     | Babett Peter (1. FFC Turbine Potsdam)   |
| Argent | Manuel Konrad (SC Freiburg)      | Eric Maxim Choupo-Moting (Hamburger SV) | Konstantin Rausch (Hannover 96)  | Katharina Baunach (Bayern de Múnic)     |
| Bronze | Jérôme Boateng (Hamburger SV)    | Stefan Reinartz (Bayer Leverkusen)      | Nils Teixeira (Bayer Leverkusen) | Bianca Schmidt (1. FFC Turbine Potsdam) |

### 2008
|        | Sub-19                           | Sub-18                                 | Sub-17                               | Femení                        |
| Or     | Dennis Diekmeier (Werder Bremen) | Toni Kroos (Bayern de Múnic)           | Manuel Gulde (TSG Hoffenheim)        | Jana Burmeister (FF USV Jena) |
| Argent | Florian Jungwirth (1860 Munich)  | Sebastian Rudy (VfB Stuttgart)         | Lennart Hartmann (Hertha BSC)        | Kim Kulig (VfL Sindelfingen)  |
| Bronze | Marcel Risse (Bayer Leverkusen)  | Richard Sukuta-Pasu (Bayer Leverkusen) | Shervin Radjabali-Fardi (Hertha BSC) | Valeria Kleiner (SC Freiburg) |

### 2009
|        | Sub-19                          | Sub-18                            | Sub-17                                           | Femení                                |
| Or     | Lewis Holtby (FC Schalke 04)    | Marco Terrazzino (TSG Hoffenheim) | Mario Götze (Borussia Dortmund)                  | Marina Hegering (FCR 2001 Duisburg)   |
| Argent | Konstantin Rausch (Hannover 96) | Sören Bertram (Hamburger SV)      | Reinhold Yabo (1. FC Köln)                       | Alexandra Popp (FCR 2001 Duisburg)    |
| Bronze | André Schürrle (Mainz 05)       | Felix Kroos (Hansa Rostock)       | Marc-André ter Stegen (Borussia Mönchengladbach) | Dzsenifer Marozsán (1. FFC Frankfurt) |

### 2010
|        | Sub-19                               | Sub-18                              | Sub-17                         | Femení                                   |
| Or     | Peniel Mlapa (1860 Munich)           | Mario Götze (Borussia Dortmund)     | Timo Horn (1. FC Köln)         | Svenja Huth (1. FFC Frankfurt)           |
| Argent | Stefan Bell (Mainz 05)               | Reinhold Yabo (1. FC Köln)          | André Hoffmann (MSV Duisburg)  | Ramona Petzelberger (SC 07 Bad Neuenahr) |
| Bronze | Shervin Radjabali-Fardi (Hertha BSC) | Matthias Zimmermann (Karlsruher SC) | Kolja Pusch (Bayer Leverkusen) | Kyra Malinowski (SG Essen-Schönebeck)    |

### 2011
|        | Sub-19                                           | Sub-18                             | Sub-17                               | Femení                            |
| Or     | Marc-André ter Stegen (Borussia Mönchengladbach) | Julian Draxler (FC Schalke 04)     | Emre Can (Bayern de Múnic)           | Johanna Elsig (Bayer Leverkusen)  |
| Argent | Matthias Zimmermann (Karlsruher SC)              | Sonny Kittel (Eintracht Frankfurt) | Robin Yalçın (VfB Stuttgart)         | Luisa Wensing (FCR 2001 Duisburg) |
| Bronze | Kevin Volland (1860 Munich)                      | Markus Mendler (1. FC Nürnberg)    | Odisseas Vlachodimos (VfB Stuttgart) | Melanie Leupolz (SC Freiburg)     |

### 2012
|        | Sub-19                            | Sub-18                          | Sub-17                        | Femení                           |
| Or     | Antonio Rüdiger (VfB Stuttgart)   | Matthias Ginter (SC Freiburg)   | Leon Goretzka (VfL Bochum)    | Lena Lotzen (Bayern de Múnic)    |
| Argent | Andre Hoffmann (MSV Duisburg)     | Thomas Pledl (1860 Munich)      | Max Meyer (FC Schalke 04)     | Lina Magull (FSV Gütersloh 2009) |
| Bronze | Patrick Rakovsky (1. FC Nürnberg) | Dominik Kohr (Bayer Leverkusen) | Pascal Itter (1. FC Nürnberg) | Sara Däbritz (SC Freiburg)       |

### 2013
|        | Sub-19                          | Sub-18                          | Sub-17                        | Femení                            |
| Or     | Matthias Ginter (SC Freiburg)   | Kevin Akpoguma (TSG Hoffenheim) | Timo Werner (VfB Stuttgart)   | Melanie Leupolz (SC Freiburg)     |
| Argent | Yannick Gerhardt (1. FC Köln)   | Joshua Kimmich (RB Leipzig)     | Julian Brandt (VfL Wolfsburg) | Sara Däbritz (SC Freiburg)        |
| Bronze | Dominik Kohr (Bayer Leverkusen) | Anthony Syhre (Hertha BSC)      | Donis Avdijaj (FC Schalke 04) | Franziska Jaser (Bayern de Múnic) |

### 2014
|        | Sub-19                        | Sub-18                            | Sub-17                           | Femení                                  |
| Or     | Niklas Stark (1. FC Nürnberg) | Julian Brandt (Bayer Leverkusen)  | Benedikt Gimber (TSG Hoffenheim) | Sara Däbritz (SC Freiburg)              |
| Argent | Max Meyer (FC Schalke 04)     | Levin Öztunalı (Bayer Leverkusen) | Damir Bektic (Hertha BSC)        | Pauline Bremer (1. FFC Turbine Potsdam) |
| Bronze | Joshua Kimmich (RB Leipzig)   | Jonas Föhrenbach (SC Freiburg)    | Timo Königsmann (Hannover 96)    | Jasmin Sehan (VfL Wolfsburg)            |

### 2015
|        | Sub-19                          | Sub-17                             | Femení                                  |
| Or     | Jonathan Tah (Bayer Leverkusen) | Felix Passlack (Borussia Dortmund) | Pauline Bremer (1. FFC Turbine Potsdam) |
| Argent | Timo Werner (VfB Stuttgart)     | Niklas Dorsch (Bayern de Múnic)    | Nina Ehegötz (1. FC Köln)               |
| Bronze | Lukas Klostermann (RB Leipzig)  | Constantin Frommann (SC Freiburg)  | Laura Freigang (TSV Schott Mainz)       |

### 2016
|        | Sub-19                               | Sub-17                          | Femení                            |
| Or     | Benjamin Henrichs (Bayer Leverkusen) | Gian-Luca Itter (VfL Wolfsburg) | Nina Ehegötz (1. FC Köln)         |
| Argent | Philipp Ochs (TSG Hoffenheim)        | Kai Havertz (Bayer Leverkusen)  | Anna Gerhardt (Bayern de Múnic)   |
| Bronze | Maximilian Mittelstädt (Hertha BSC)  | Arne Maier (Hertha BSC)         | Tanja Pawollek (1. FFC Frankfurt) |

### 2017
|        | Sub-19                             | Sub-17                           | Femení                               |
| Or     | Salih Özcan (1. FC Köln)           | Fiete Arp (Hamburger SV)         | Jana Feldkamp (SGS Essen)            |
| Argent | Aymen Barkok (Eintracht Frankfurt) | Manuel Mbom (Werder Bremen)      | Janina Minge (SC Freiburg)           |
| Bronze | Gökhan Gül (Fortuna Düsseldorf)    | Lars Lukas Mai (Bayern de Múnic) | Sophia Kleinherne (1. FFC Frankfurt) |

### 2018
|        | Sub-19                            | Sub-17                                 | Femení                               |
| Or     | Kai Havertz (Bayer Leverkusen)    | Noah Katterbach (1. FC Köln)           | Tanja Pawollek (1. FFC Frankfurt)    |
| Argent | Arne Maier (Hertha BSC)           | Oliver Batista-Meier (Bayern de Múnic) | Sophia Kleinherne (1. FFC Frankfurt) |
| Bronze | Manuel Wintzheimer (Hamburger SV) | Luca Unbehaun (Borussia Dortmund)      | Lena Oberdorf (SGS Essen)            |

### 2019
|        | Sub-19                          | Sub-17                       | Femení                       |
| Or     | Nicolas-Gerrit Kühn (AFC Ajax)  | Karim Adeyemi (FC Liefering) | Klara Bühl (SC Freiburg)     |
| Argent | Josha Vagnoman (Hamburger SV)   | Jordan Meyer (VfB Stuttgart) | Lena Oberdorf (SGS Essen)    |
| Bronze | Yann Aurel Bisseck (1. FC Köln) | Lazar Samardžić (Hertha BSC) | Gia Corley (Bayern de Múnic) |

### 2020
|        | Sub-19                        | Sub-17                           | Femení                        |
| Or     | Noah Katterbach (1. FC Köln)  | Florian Wirtz (Bayer Leverkusen) | Lena Oberdorf (VfL Wolfsburg) |
| Argent | Kevin Ehlers (Dynamo Dresden) | Torben Rhein (Bayern de Múnic)   | Gia Corley (TSG Hoffenheim)   |
| Bronze | Frederik Jäkel (RB Leipzig)   | Luca Netz (Hertha BSC)           | Carlotta Wamser (SGS Essen)   |

### 2021 and 2022
A causa de la pandèmia de COVID-19 en curs, els premis 2021 i 2022 van tenir lloc el 2022.
|        | Sub-19 (nascuts el 2002)            | Sub-17(nascuts el 2004)               | Femení Sub-19 (nascudes el 2002)  | Femení Sub-17 (nascudes el 2004)  |
| Or     | Karim Adeyemi (Borussia Dortmund)   | Youssoufa Moukoko (Borussia Dortmund) | Jule Brand (VfL Wolfsburg)        | Clara Fröhlich (Bayer Leverkusen) |
| Argent | Ansgar Knauff (Eintracht Frankfurt) | Linus Gechter (Hertha BSC)            | Julia Kassen (VfL Wolfsburg)      | Vanessa Diehm (TSG Hoffenheim)    |
| Bronze | Noah Atubolu (SC Freiburg)          | Anton Kade (FC Basel)                 | Sophie Weidauer (Turbine Potsdam) | Cora Zicai (SC Freiburg)          |

|        | Sub-19 (nascuts el 2003)             | Sub-17(nascuts el 2005)          | Femení Sub-19 (nascudes el 2003)          | Femení Sub-17 (nascudes el 2005) |
| Or     | Florian Wirtz (Bayer Leverkusen)     | Nelson Weiper (Mainz 05)         | Lisanne Gräwe (Bayer Leverkusen)          | Jella Veit (Eintracht Frankfurt) |
| Argent | Luca Netz (Borussia Mönchengladbach) | Laurin Ulrich (VfB Stuttgart)    | Carlotta Wamser (Eintracht Frankfurt)     | Mara Alber (TSG Hoffenheim)      |
| Bronze | Robert Wagner (SC Freiburg)          | Tarek Buchmann (Bayern de Múnic) | Sarah Mattner-Trembleau (First Vienna FC) | Mathilde Janzen (TSG Hoffenheim) |

### 2023
|        | Sub-19 (nascuts el 2004)              | Sub-17(nascuts el 2006)           | Femení Sub-19 (nascudes el 2004)     | Femení Sub-17 (nascudes el 2006)           |
| Or     | Youssoufa Moukoko (Borussia Dortmund) | Paris Brunner (Borussia Dortmund) | Franziska Kett (Bayern de Múnic)     | Alara Şehitler (Bayern de Múnic)           |
| Argent | Brajan Gruda (Mainz 05)               | Noah Darvich (SC Freiburg)        | Vanessa Diehm (TSG Hoffenheim)       | Emily Wallrabenstein (Eintracht Frankfurt) |
| Bronze | Umut Tohumcu (TSG Hoffenheim)         | Assan Ouédraogo (FC Schalke 04)   | Dilara Acikgöz (Eintracht Frankfurt) | Melina Krüger (Hamburger SV)               |

### 2024
|        | Sub-19 (nascuts el 2005)               | Sub-17(nascuts el 2007)                 | Femení Sub-19 (nascudes el 2005) | Femení Sub-17 (nascudes el 2007)    |
| Or     | Tom Bischof (TSG Hoffenheim)           | Francis Onyeka (Bayer Leverkusen)       | Loreen Bender (Bayer Leverkusen) | Merle Hokamp (FSV Gütersloh 2009)   |
| Argent | Dženan Pejčinović (Fortuna Düsseldorf) | Kilian Sauck (Borussia Mönchengladbach) | Rebecca Adamczyk (SC Freiburg)   | Greta Hünten (Bayern de Múnic II)   |
| Bronze | Elias Baum (SV Elversberg)             | Boris Lum (Hertha BSC)                  | Jella Veit (Eintracht Frankfurt) | Laila Portella (Bayern de Múnic II) |